# Lukasz Chmaj
Lukasz Chmaj, född 12 december 1979 i Katowice, Polen, är en svensk före detta fotbollsspelare (back) som spelade för Gais.

## Karriär
Chmaj kom som 17-åring till Gais från moderklubben Wargöns IK i Vänersborg år 1996 och debuterade i A-laget samma år. Han var med och tog upp klubben i allsvenskan 1999 och spelade elva matcher i högsta serien säsongen 2000. Gais ramlade dock omgående ur allsvenskan, och Chmaj drog under säsongen på sig den första av många skador. I superettan 2001 blev det 19 matcher för Chmaj, men Gais relegerades än en gång, och i division II Västra Götaland 2002 spelade han 14 matcher.
Mellan 2000 och 2004 genomgick Chmaj sex omfattande knäoperationer som höll honom utanför fotbollsplanen, och i september 2005 tvingade skadorna honom att ge upp fotbollskarriären, blott 25 år gammal. Hans sista match i Gaiströjan blev en försäsongsmatch på ett träningsläger i Brasilien inför säsongen 2004. Han blev därefter assisterande tränare för damlaget Kopparbergs/Göteborg FC.
Efter fotbollskarriären har Chmaj arbetat som polis.

## Klubbar
- –1996 – Wargöns IK
- 1996–2005 – Gais

### Som tränare
- 2006 – Kopparbergs/Göteborg FC (Assisterande tränare)